# Grup Serra
El Grup Serra és un grup d'empreses creat i dirigit per Pere Antoni Serra. Té àmbit de les Illes Balears i agrupa un conjunt molt important de mitjans de comunicació en diversos formats i idiomes.

## Premsa
- Diari de Balears (català)[1]
- Setmanari Sóller (català)
- Majorca Daily Bulletin (anglès)
- Mallorca Magazin (alemany)
- Última Hora (castellà)
- Venta y cambio (castellà)
- Ruedas y velas (castellà)
- Brisas (castellà)

## Televisió
- M7 Televisió de Mallorca. Nasqué com a Canal 37 (de fet, una escissió de Canal 4), i després passà a mans del Grup Serra, que primer, el 1996, la va transformar en Telenova, i més tard, el 2002, en M7 Televisió de Mallorca. Va dissoldre's l'any 2008, [cal citació]
- Nova Televisió, productora de televisió fundada l'any 1991.

## Ràdio
- Ràdio Flaixbac (català)
- Última Hora - Punto Radio (castellà)

## Col·leccionables i publicacions puntuals
- Gran Enciclopèdia de Mallorca
- Enciclopèdia de la Pintura i l'Escultura a Balears
- Els Reis de Mallorca
- Llibre Miró i Mallorca
- La primera edició en català de l'obra de l'Arxiduc Lluís Salvador: Die Balearen.